# Храпава љускавица
Храпава љускавица (лат. Pholiota squarrosa) је печурка из реда Agaricales.

## Опис
Шешир је кугласто испупчен, окержуте боје са црвеносмеђим уздигнутим љускама. Достиже пречник до 14 cm.
Листићи су густи и уз дршку, најпре су жути, а потом смеђи.
Дршка је ваљкаста. У доњем делу је тања и покривена смеђим љускама. У горњем делу је бела и глатка.
Месо је тврдо и жуто и има мирис белог лука. У дршци је тамније боје.

## Галерија
- Pholiota squarrosa
- Pholiota squarrosa
- Pholiota squarrosa
- Pholiota squarrosa
- Pholiota squarrosa
- Pholiota squarrosa
- Pholiota squarrosa
- Pholiota squarrosa

## Станиште
Расте у мешовитим шумама на пањевима и у групама. Расте од септембра до новембра.

## Значај
Јестива је, мада није посебног квалитета. Могуће ју је заменити са пузама.
|  | Опис гљиве у овом чланку није потпун нити је довољан за коректну и сигурну идентификацију гљиве. Непажњом врло лако се јестиве гљиве могу помешати са отровним. Уколико се поједу отровне уместо јестивих гљива, може доћи до тешких оштећења појединих органа, или до смрти оног који их је појео. Aко желите да скупљате гљиве, не препоручује се коришћење описа из овог чланка за препознавање, већ да се обавестите о изгледу и начину препознавања код неког стручњака за гљиве. |